# Pedicularis nyingchiensis
Pedicularis nyingchiensis är en snyltrotsväxtart som beskrevs av H.P. Yang och Tateishi. Pedicularis nyingchiensis ingår i släktet spiror, och familjen snyltrotsväxter. Inga underarter finns listade i Catalogue of Life.